# Nogely István

Nogely István (Réte, Pozsony vármegye, 1839. december 26. – Budapest, 1905. április 27.) római katolikus pap, kanonok, képzőintézeti igazgató tanár és szentszéki ülnök.

## Életútja
Középiskoláit Pozsonyban és Nagyszombatban végezte; 1859-ben a nagyváradi növendékpapok sorába lépett. 1864-ben fölszenteltetett és egy évig káplánkodott. 1865-ben a Szent József-finevelőben tanulmányi felügyelő, 1869-ben képzőintézeti tanár lett Nagyváradon. 1885-ben a nagyváradi királyi tanítóképző igazgatója lett, majd 1893-ban tiszteletbeli, 1905-ben valóságos kanonok. 
Részt vett a Tiszántúl c. napilap és a Szent László nyomda megalapításában. Szerkesztette az 1870-es években Waldfogel Károllyal együtt: A katholikus Nevelés-Oktatás-ügy c. évenként 25 füzetben megjelent szakközlönyt Nagyváradon; szerkesztette A Katholikus Hitterjesztés Lapjait 1881-től Nagyváradon és kiadta 1885-től a Képes Missió-Könyvtárt.

## Munkái
- Gyóntatási intelmek és elégtételek. Röggl Alajos után ford. Bpest, 1873. (2. kiad. Bpest, 1883.).
- Kath. misszió a Báhnár vadak között Hátsó-Indiában. Doisbore után. Nagyvárad, 1885. (Idegen országok és népek I.).
- Afrikai élet. Schynse Ágoston afrikai hithirdető utazásainak jegyzetei után. Nagyvárad, 1891. (Idegen országok és népek. II.)